# 여자 없는 세상 (2009년 영화)
《여자 없는 세상》은 2009년에 개봉한 대한민국의 영화이다.

## 캐스팅
- 강원재 : 정창현 역
- 김민수 : 조한철 역
- 이훈국 : 성준 역
- 유환웅 : 진승민 역
- 반민정 : 전주연 역
- 기은세 : 제니스 역
- 한미경 : 미진 역
- 류제승 : 홍기 역
- 박성택 : 기봉 역
- 전인선 : 은정 역
- 강연정 : 선아 역
- 조수향 : 보영 역
- 박유찬 : 정태 역
- 박진수 : 쭈꾸미 역
- 이진욱 : 정태친구 역
- 강기묵 : 창현동창 역
- 장경순 : 경찰관 역
- 손기홍 : 제니스 남자친구 역
- 정종호 : 칵테일바 매니저 역
- 엄용현 : 칵테일바 웨이터 역
- 오민정 : 기석부인 역
- 마정석 : 장례식장 동창 1 역
- 성민서 : 장례식장 동창 2 역
- 이현진 : 사채업자 1 역
- 서왕석 : 사채업자 2 역
- 민새롬 : 창현후배 역
- 이규섭 : 디저트카페 웨이터 역
- 차상균 : 노래방주인 역